# Anne Knight
Anne Knight, född 2 november 1786 i Chelmsford, död 4 november 1862 i Waldersbach, var en brittisk abolitionist och feminist.
Knight växte upp i en kväkarfamilj, vilken var engagerad inom freds-, nykterhets- och abolitioniströrelserna. Hon blev engagerad inom slaverimotståndet och anslöt sig till en radikal grupp som krävde ett omedelbart slut på slaveriet utan några kompensationer till slavägarna. År 1830 startade hon en avdelning av Women’s Anti-Slavery Society i Chelmsford och hade ett nära samarbete med Thomas Clarkson. 
Knight engagerade sig även inom chartiströrelsen, men då hon ansåg att kvinnor blev marginaliserade både bland abolitionisterna och chartisterna började hon också att verka för kvinnors rättigheter. Hon skrev 1847 det förmodligen första flygbladet för kvinnlig rösträtt, och bildade 1851 Sheffield Female Political Association, den första brittiska föreningen för kvinnlig rösträtt. Hon var under sina sista år bosatt i Frankrike.